# Xã Ottawa, Quận Ottawa, Kansas
Xã Ottawa (tiếng Anh: Ottawa Township) là một xã thuộc quận Ottawa, tiểu bang Kansas, Hoa Kỳ. Năm 2010, dân số của xã này là 46 người.